# Luxemburg (Wisconsin)
Luxemburg è un villaggio degli Stati Uniti d'America, situato in Wisconsin, nella contea di Kewaunee.